# سینماهای کرزون
سینماهای کرزون (انگلیسی: Curzon Cinemas) یک گروه سینمایی است که مقر آن در لندن، بریتانیا می‌باشد.
این گروه که در سال ۱۹۳۴ تأسیس شده دارای ۱۲ مجموعه سینمایی و ۳۴ سالن سینما می‌باشد.

## سینماها
| مکان                  | سالن‌ها | توضیحات                              |
| --------------------- | ------ | ------------------------------------ |
| آلدگیت                | ۴      | افتتاح ژانویه ۲۰۱۷                   |
| بلومزبری              | ۶      | افتتاح مارس ۲۰۱۵                     |
| کنتربری               | ۳      |                                      |
| چلسی                  | ۱      |                                      |
| ناتسفورد              | ۱      |                                      |
| Curzon Mayfair Cinema | ۲      |                                      |
| ریچموند               | ۱      |                                      |
| ریپون                 | ۲      | افتتاح پاییز ۲۰۱۳                    |
| سوهو                  | ۳      |                                      |
| استافورد              | ۳      | "در سال ۲۰۱۳ به گروه آپولو فروخته شد |
| شفیلد                 | ۳      | افتتاح ژانویه ۲۰۱۵                   |
| ویکتوریا              | ۵      |                                      |
| ویمبلدون              | ۳      |                                      |